# 神谷宗幣
神谷 宗幣（かみや そうへい、1977年〈昭和52年〉10月12日 - ）は、日本の政治家、実業家。参政党所属の参議院議員（1期）、参政党代表（第2代）兼事務局長。福井県高浜町出身、石川県加賀市在住。
学生時代の海外留学で「日本人であるという認識」が自身に乏しいことに気付き、若者の意識改革のため政治を志した。教育改革を訴え、2007年から大阪府吹田市議会議員を2期6年務め、2010年に「龍馬プロジェクト」を開始し会長を務めた。2012年の衆院選に自民党から、2015年の大阪府議選に無所属で立候補し、落選した。2013年に「株式会社グランドストラテジー（現：イシキカイカク株式会社）」を設立し、「学校やマスメディアでは聞けない情報」をテーマに、政治・歴史・経済に関する保守系言論人との対談動画を配信するYouTubeチャンネル「CGS」を開設した。2020年に発起人として参政党を設立、2022年の参院選で比例区から当選した。陸上自衛隊・予備自衛官三等陸曹（参議院議員に当選したことにより退職）。
著書に『大和魂に火をつけよう』『子供たちに伝えたい「本当の日本」』『参政党Q&Aブック 基礎編』『情報戦の教科書－日本を建て直すため『防諜講演資料』を読む』『参政党ドリル』『デジタル戦争の真実』（いずれも青林堂）などがある。

## 来歴
福井県大飯郡高浜町生まれ。「宗幣」という名前の由来は、当初沖田総司の「総司」の予定だったが、「そうじ」だと学校の掃除の時間に「掃除」と言われていじめられるかもしれないという母親の反対で、「そうへい」となり、神社で良い画数をみてもらい、「宗」と、神道のお祓い時に使う「幣」の漢字に決まった。両親は地元でスーパーマーケットを経営し、地域では名士として知られていた。福井県立若狭高等学校理数科に進学し、同校在学中には高校生クイズに福井県代表として出場した。
1996年に高校を卒業後、大阪府吹田市に移り、関西大学文学部史学地理学科（現：総合人文学科）に入学。大学3年修了後に1年間休学し、カナダの語学学校で他のアジア諸国の若者と交流したのち、バックパックで18カ国を8か月間旅する経験を通して視野を広げた。こうした経験から日本の若者の意識改革の必要性を感じ、教育を通じて社会を変えることを志して政治家を目指すようになった。また、高校時代までは左派寄りの思想を持っていたが、帰国後に小林よしのりの『戦争論』など保守的論者の著作に触れ、祖父・父・叔父が学んでいたモラロジーの教えに理解を深めるようになった。
2001年に同大学卒業後、福井県立若狭東高等学校で英語と世界史の講師を務める。
2002年、実家が経営する有限会社カミヤストアー（食品スーパー）の店長に就任し、経営の立て直しを図るが、最終的に倒産を経験する。また、健康を害し帯状疱疹などに悩まされるなど体調が非常に悪化していた時期に、食事を変えるようアドバイスされて健康を回復した経験から、食べ物の大切さを痛感したという。
2003年、福井県立若狭東高等学校に講師として再赴任。
2004年、関西大学法科大学院に入学し、2007年に修了、法務博士（専門職）取得。在学中に議員インターンシップで地方議員の活動を知り、地方議員になることを考える。
2007年2月、吹田市のWebサイトで2ヶ月後に市議会選挙があることを知り、選挙直前に立候補を決めた。

### 吹田新選会時代
2007年4月、大阪府吹田市議会議員選挙に立候補し、初当選した（2,663票）。1人会派「吹田新選会」を立ち上げ、翌2008年に石川勝市議が加わり2人会派「吹田新選会」となった。吹田市議会では、教育問題に特化して質問を行い、卒業式で「日の丸・君が代」を行うように発言した。当時の市議会は共産党が第一党だったため、以後、「右翼」と呼ばれて孤立した。吹田新選会において、高橋史朗の推進する「親学」を推奨し、大阪で親学推進議員連盟も発足した。神谷は教育について高橋から指導を受けてきたと述べている。
2008年5月、森友学園の塚本幼稚園を訪問し、幼児たちが教育勅語を暗唱する様子を視察した。
2009年2月、神谷が中心となり、当時の橋下徹大阪府知事と大阪府下の若手市議が子どもの教育や学力について話し合う「大阪教育維新を市町村からはじめる会（教育維新の会）」を結成した。
2010年、「大阪維新の会」の結党時にも誘われたが、方向性の違いから参加を断った。週刊文春2012年2月16日号には、神谷が橋下を批判する記事が掲載された。神谷は、親学を推進したい旨を橋下に提案したが、「親学はよそでやって下さい」と言われたなどとして批判した。
2010年、関西州政治家連盟代表に就任。同年6月5日、林英臣政経塾のメンバー5人と「龍馬プロジェクト」を設立し会長に就任した。このプロジェクトを通じて、保守系の地方議員や首長の政治家ネットワークを構築し、人脈を広げた。同年9月、神谷は龍馬プロジェクトの始動スピーチを「にんげんクラブ」の支部リーダー・プログラムで行った。龍馬プロジェクトは「若手議員が地方から日本を変えていく」をキャッチコピーとし、日本の伝統や天皇制を重視する姿勢を示している。同プロジェクトのWEBサイトには
「私たちが住む日本は、紀元前から続く天皇家を中心とした世界で最も長く存続している国家です」「日本は天皇という親を中心とした家族国家というスタイルであり、古代より『和』を大切にして発展してきた国家」
と書かれている。また、2014年に『古事記』の紙芝居を作成し、全国の神社に寄付した。龍馬プロジェクトは参加者の約8割が自民系だった。立ち上げメンバーには南出賢一（現：泉大津市長）や、川裕一郎（現参政党副代表）がいた。神谷と南出は林英臣を師匠としている。プロジェクトの総会は毎年4月28日に靖国神社で開催されており、2022年時点の会員数は約250人とされる。メンバーには、杉田水脈（前自民党衆議院議員）も含まれており、当時杉田は西宮市役所に勤務していたが、神谷とともに渡米し米国務省を視察するなど交流を深めたという。
2010年、予備自衛官三等陸曹に任官（2022年、参議院議員就任により退職）。
2010年9月、安倍晋三元総理が会長を務めていた創生「日本」の集会でスピーチを行った。
2010年11月、「地域政党龍馬プロジェクト×吹田新選会」を発足。
2011年4月、吹田市議会議員に再選（5,856票）。吹田市議会副議長に就任。同年、吹田市長選挙で「龍馬プロジェクト×吹田新選会（教育維新の会）」から候補を擁立したが、橋下徹大阪府知事が応援する「大阪維新の会」の候補に敗れた。

### 自民党時代
2012年11月、自民党に入党し、西野陽衆議院議員の後任として大阪13区（東大阪市）選挙区支部長に就任した。その後、2007年から務めた吹田市議会議員を2期目の途中で辞職し、自民党公認で大阪13区から衆院選に出馬した。同区は自民党の西野陽が地盤としていたが、西野は衆院選の公示日直前に突然引退を表明し、長男の西野弘一が日本維新の会から立候補する意向を示したため、自民党側は「引退は寝耳に水。こちらの候補者擁立と、準備を遅らせる卑劣なやり方だ」と批判し、急遽神谷の擁立を決めた。神谷は、龍馬プロジェクトに参加していた三重県知事の鈴木英敬（現衆院議員）の紹介で、自民党総裁・安倍晋三とも面識があった。そのため選挙戦では、安倍や小泉進次郎党青年局長も応援演説に駆け付けたが、結果は西野が約110000票、神谷が約60000票であり、西野に倍近い票差で敗れ、比例復活もならず落選した。
2013年から2年間、森友学園系列の社会福祉法人の監事に名を連ねた。時期は不明だが、理事長の籠池夫妻と対立して離脱しており、直接関わった期間は書類上の任期より短かったとされる。
2013年頃、青林堂の保守言論雑誌『ジャパニズム』の編集長だった古谷経衡から何度かインタビューを受け、のちに参政党の出版方面での協力者となる青林堂と接点を持つようになった。この時期、「ONE PIECEのような政治をしよう」と書かれた名刺を配布していた。
2013年、「株式会社グランドストラテジー」を設立。インターネット上で「学校やマスメディアでは聞けない情報」を発信する場を立ち上げた。現在も続くYouTubeチャンネル「CGS」（チャンネルグランドストラテジー、Channel Grand Strategyの略）を開設し、政治や歴史、経済をテーマに保守系の言論人を招いた対談動画の配信を開始した。「CGS」には、小名木善行、山岡鉄秀、河添恵子、杉田水脈、赤塚高仁なども出演し、ホツマツタヱや縄文、コミンテルンによる支配、GHQの日本洗脳など多様なテーマのコンテンツが配信されている。
CGSは社名を「イシキカイカク株式会社」に変更し、2018年から「イシキカイカク大学」などネットとリアルを組み合わせた政治系の自己啓発的な講座を通じてファンを増やし、スピリチュアルなビジネスも展開した。イシキカイカク大学には、並木良和や馬渕睦夫、矢作直樹などスピリチュアルや陰謀論を説く講師も招き、「この世を支配する『裏の力』の存在を知る」「ヤマトごころ復活…宇宙意識の覚醒」「ヒトラーは本当に巨悪だったのか」「来日・在日外国人犯罪と在日特権」「遺伝子が喜ぶ食事とマインドセット」などの講座も配信されている。第2期の受講料は半年で12万円だった。講座のDVDや、健康食品、1万円のシャンプー、化粧品も販売した。
2014年、青林堂から『大和魂に火をつけよう 日本のスイッチを入れる2』を発表し、その後、『子供たちに伝えたい「本当の日本」』（2019年）、『国民の眠りを覚ます「参政党」』（2022年、吉野敏明:共著）、『参政党Q&Aブック 基礎編』（2022年）などを刊行した。

### 無所属時代
2015年の統一地方選挙では、吹田選挙区から大阪府議会議員選挙（定数4）に無所属で立候補したが、6人中6位で落選した。自民党を離党した理由については、教育改革やGHQの占領政策に関する自身の主張が自民党内で受け入れられず、政策の実現が困難と判断したためと述べている。
2015年7月から2020年8月にかけて、神谷が代表を務める「イシキカイカク株式会社（旧グランドストラテジー）」は、フジ住宅の今井光郎会長が運営する「一般社団法人今井光郎文化道徳歴史教育研究会」から、「義務教育学校設立の準備」「日本史解説動画や古事記の紙芝居作成」用途などとして計8回にわたって約1600万円の助成金を支給された。また、神谷が運営に関わる子ども劇団「吹田夢★志団」は、2015年から2021年にかけて同財団法人から助成金を支給された。「一般社団法人 今井光郎文化道徳歴史教育研究会」は、「日本人として正しい文化・道徳・歴史・教育に関する理解」の促進を理念とし、「日本の為に尽力」している個人・団体に助成を行っている。
2016年、ヤマト・ユダヤ友好協会が主催する「聖書に学ぶやまとこころの旅」で、神谷はイスラエルを訪問し、「1900年ものあいだ、さまざまな迫害を受け続けながらイスラエル建国を成し遂げたユダヤ民族の強い思い」を知り、「団長の赤塚さんを通して、師匠にあたる糸川英夫氏の強い思い」を受け取ったと述べている。また、ヤマト・ユダヤ友好協会の理事にも名を連ねた。
2016年、日本創生研究所の社外取締役に就任した。
2017年6月、「イシキカイカク.com」のクラウドファンディングを開始し、ケント・ギルバートも応援メッセージを寄せた。プロジェクトは同年8月までに約390万円を集めた。2022年時点で、「イシキカイカク.com」の有料会員になると、類グループの「週刊事実報道」が特典として提供されていた。
2017年9月、宮城県気仙沼市を訪問し、食用や飲用だけでなく入浴にも利用できる「マコモの発酵エキス」などを扱う株式会社リバーヴのマコモ農園を見学した。マコモ風呂の入浴も体験し、「色は黒いですが、全く匂いはありません」と感想を述べ、関係者と食と健康、政治について交流した。翌日は南三陸町の被災地を視察し、震災直後から龍馬プロジェクトのメンバーとともに中古自転車の寄付などの支援活動を行っていたことにも言及した。
2017年に結婚。翌2018年6月28日、長男が誕生し、神谷は「親学、素読、読み聞かせ、ブレインブースト、演劇」などの教育を実践する抱負を述べた。健康な妊娠出産のため、妻には自然農法の野菜や、バクチャーやマコモなど「体内の微生物を活性化する食品」を摂取させ、助産院での自然分娩となった。
2019年、参政党の前身となるYouTubeチャンネル『政党DIY』を開設した。

### 参政党時代
2020年4月、政治団体「参政党」を松田学、KAZUYA、渡瀬裕哉、篠原常一郎とともに結成し、神谷はボードメンバーとして、事務局長に就任した。政治資金収支報告書の代表欄には神谷の名前があり、事実上の代表だった。党組織のあり方や運営システムは、共産党や民主党などで20年以上、政党職員や議員秘書を務めた経験のある篠原が形づくったという。「龍馬プロジェクト」に講演で呼ばれたことがあり、CGSの名付け親でその立ち上げを支援し、当初の1年間ほとんどの番組の企画を行っていた倉山満は、神谷から政党を作りたいと相談されていたが、「ネットワークビジネスに対する神谷の態度が甘すぎる」として参政党のボードメンバーの参加は拒否したという。
その後、アメリカ大統領選を不正選挙と訴える陰謀論を篠原が主張したため、その考えに賛同できなかったKAZUYAが2021年4月に離党。次いで減税をめぐる意見の対立が決定的となり渡瀬が離党した。篠原もボードメンバーを退任した。篠原は女系天皇・女性天皇容認派で、秋篠宮家も批判し始めていたため、それに反対する党員らから評判が悪く、神谷から「ボードメンバーを降りてほしい」と言われて退任したという。その後、新たに武田邦彦、赤尾由美、吉野敏明が加わった。神谷を含む松田、武田、赤尾、吉野の5人の主要メンバーは、「ゴレンジャー」と呼ばれて支持を集めた。松田ら4人は、神谷が運営するユーチューブに出演していて、神谷の声かけで参政党に参加した。
2020年度の政治資金収支報告書によると、参政党の収入は約8,600万円で、主な支出には神谷ら幹部への講師料や、神谷が経営する「イシキカイカク株式会社」（従業員3名）への支払いが含まれていた。『週刊文春』によれば、2022年に神谷への党資金支払いが政治資金規正法が禁じる「政党から個人への寄付」に該当する可能性が指摘されて以降は「イシキカイカク株式会社」と党が全額出資して設立した「株式会社エドワークス」への支出額が増加したとされ、4年間で神谷や関連会社への支払いは約1億円に上るという。2022年度の政治資金収支報告書では、イシキカイカク株式会社への900万円の振込記録が添付されているものの、党の政治資金収支報告書にはこの支出が記載されておらず、政治資金規正法違反の疑いも『週刊現代』から指摘されている。神谷は2023年にイシキカイカク株式会社の代表取締役を妻に譲り、2025年時点では取締役として役員報酬を受け取っている。また、2023年度の党首所得では2,648万円を得ており、講演料や著書の印税収入494万円を含め、自民党の岸田首相に次ぐ額だったと報じられた。
2020年7月に石川県加賀市に移住し、「加賀プロジェクト」という自給自足の自立型コミュニティを立ち上げた。このプロジェクトは、農園、認可外保育園、フリースクール、高校生や大学生向けの私塾などを運営している。2020年9月に認可外保育園を大聖寺地区に開設し、2021年9月にフリースクールを旧黒崎小学校で始めた。また、加賀市の旧看護学校生徒宿舎の活用事業に応募したが、政治団体を運営する立場で市の施設を活用することは、自治体の中立性を損なう可能性があるとして地元や市議会で議論が起きた。
2022年5月、参政党主催の政治資金パーティー「イシキカイカクサミット」の運営は、神谷が経営する「イシキカイカク株式会社」が行い、約2億円の政治資金を集めた。

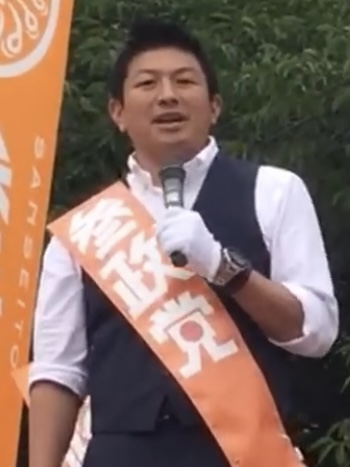
2022年6月20日、中野駅前にて

2022年7月10日投開票の第26回参議院議員通常選挙に比例区から参政党公認で立候補し初当選した。
7月15日、参政党の代表に松田が、副代表兼事務局長に神谷が就任したと発表。
12月、龍馬プロジェクトの会長を退任。神谷は退任の理由について同会は地方議員中心の会であり、参議院議員が会長を務めることは趣旨に反することや、自身が会長を続けることで超党派の龍馬プロジェクトが参政党と同一視されることを避ける意図があったと説明した。また、「ヤマト・ユダヤ友好協会（赤塚高仁：会長、船井勝仁：副会長）」の理事も退任した。
2023年1月30日、神谷を含むボードメンバー5名が、複数の参政党の元党員から詐欺としての損害賠償請求を起こされた。NHK党により公開された訴状によると、参政党はDIY政党として、一般の党員にも政策や党運営に関する決定権があると謳って党費や寄付金を集めているが、実際はそのような組織になっていないとされた。
同年2月2日、NHK党の立花孝志党首が参政党と神谷に対して1億円の損害賠償請求訴訟を起こした。神谷は、参政党の演説会でNHK党の黒川敦彦らから大声で野次を飛ばすなどの妨害被害を受けていて、1月31日に下関市で開かれた演説会の中で、「NHK党は極左暴力集団や反社とつながりがある人たちが幹部にいる」と発言したとされる。
同年5月、「新しい歴史教科書をつくる会」の集会に参政党の国会議員として登壇し、国政報告を行った。
同年8月30日、参政党は松田学の代表辞任と、神谷の新代表就任を発表した。神谷はこの日の記者会見で、松田がSNSなどで「党に対して混乱を生むような発言があった」として代表辞任を求めたと説明した。
同年12月2日、保守系政治集会『CPAC JAPAN 2023』にジャック・ボソビエック、ロバート・マーロン、マット・シュラップ（保守政治活動協議会議長）、玉木雄一郎（国民民主党代表）、原口一博（立憲民主党）らと共に登壇した。
同年12月、神谷の公設秘書だった女性が自殺した。生前、この女性に対して神谷が「パワハラ」とも呼べる高圧的な言動を繰り返していたとされ、神谷自身も「厳しいことを言ったのは事実です」「ただ、個人攻撃はしてないです」「責任を感じている」と『週刊文春』の取材に応えている。特に、参政党の重要な収入源であるタウンミーティングの集客が悪いと、厳しい叱責をしていたとされる。女性は生前、知人に「何言ってもどんな暴言吐いても許されるとか思ってるのかしら。私、過去に働いていた職場の上司でこんな人は当然ながら1人もいなかったし、部下として敬意を払ってもらってました」とのメッセージをSNSで送っていた。
2024年7月、東京都知事選挙において、参政党のアドバイザーだった田母神俊雄を支援し、街頭演説で応援演説を行った。
2025年5月9日、参政党で結党後初となる代表選挙が実施され、他の2候補を上回って再選された。
2025年春以降、参政党への注目が高まり、参院選を前にした街頭演説や党首討論での発言、皇室の側室制度復活などの過去発言も含めてメディアで報道された。ひめゆりの塔の展示をめぐる歴史認識や「高齢の女性は子どもを産めない」といった発言は、社会的な賛否や議論を呼んだ。2025年7月の参院選においては「日本人ファースト」をキャッチコピーに掲げた。この言葉について「参院選のキャッチコピーですから、選挙の間だけ。終わったらそんなことで差別を助長することはしない」とマスコミのインタビューで答えたが、「日本人ファースト」の政策の方針自体は貫き変わらないとした。
2025年7月13日、次の衆院選で与党入りを目指すと発言した。16日にはXで「会派を組んでいるのは自民党の議員とだけではないです」「共産党以外の政党ならどことでも会派組んでいいと通達してある」と述べ、すでに各党との調整が済んでいることを明らかにした。自民党と参政党はすでに新宿区、江東区、所沢市、旭川市、仙台市、一宮市、箕面市、武雄市など、全国12の区市議会で会派を組んでいる。
第27回参議院議員通常選挙後の2025年8月1日、参政党は国会議員団の役員ポストを新設し、幹事長兼政調会長に安藤裕参議院議員を起用した。一方で党務全般の管理に当たる事務局長は神谷が引き続き務めるとしている。

## 政策・主張

### 外交
- ロシアに対しては、ロシアのウクライナ侵攻に関し2023年4月の国会において「米国の機関投資家や政治活動家の面々がゼレンスキー大統領を担いでNATOの東進を進めようとし、ロシアの怒りを買って始まった」と発言し[140][141]、6月の党の公式チャンネルでも「金融投資家みたいな人たちがウクライナの政治に入り込んで、ゼレンスキーさんを大統領にしてロシア系の住民を殺したりした結果、ロシアが怒って侵攻してきたという流れ」と発言した[141]。また、日本政府のロシアに対する経済制裁も緩和を一貫して主張している[141][142][143]。イギリスの『ガーディアン』紙は、神谷は親ロシア主義の立場を推進しているとし、参政党は、ウクライナ戦争を「アメリカの陰謀論者と同じレンズを通して」見ていてNATOを「新世界秩序の一部である」とみなしていると報じた[144]。
- 中国に対しては「より強い態度」で臨むべき[142][145]
- 日韓関係については、元徴用工や元慰安婦などの「対立する問題」で互いに譲歩すべき[142]
- 日韓トンネルに反対[146][PR 38]
- アメリカについては、日米同盟は基本とするが、対等な外交関係を築くためにも日本が独自に自主防衛できる体制を目指さなければならないとし、ゼロではないにしても米軍基地を段階的に減らす方向を考え、アメリカの方から急に同盟関係を破棄された場合でも困らないよう、あらゆる可能性を想定しておかなければならないとしている[1]。
- 台湾については、「台湾と日本は運命共同体」だとし、もし有事が発生したらシーレーン（海上交通路）がコントロールされ、日本としても死活問題になると危惧している[147]。

### 憲法改正
- 現行の日本国憲法について、「占領下でGHQ（連合国軍総司令部）の監視の中で作られた」とし、新たな憲法の制定を主張している[148]。また、『維新と興亜』のインタビュー記事では、現行憲法は無効であり、大日本帝国憲法の改正を出発点とすべきだと述べている[149]。
- 参政党の憲法構想案には、「法の下の平等」「表現の自由」「職業選択の自由」「思想・良心の自由」「信教の自由」「表現の自由」「居住、移転、職業選択、国籍離脱の自由」「黙秘権」など多くの国民の権利が明記されておらず[150][151]、神谷が編著した新憲法の解説書『参政党と創る新しい憲法』には、「個人の権利が、結局は私益にすぎず」と書かれている[150]。

### 国防・安全保障
- 日本国憲法第9条を改正して自衛隊を他国同様の軍隊に位置づけるべき[142][152][145]。自身の編著「参政党Q&Aブック 基礎編」で、「日本国憲法は占領下でGHQ（連合国軍総司令部）の監視の中で作られた」として「新しい憲法」の制定を主張[148]。「対米自立」や反グローバリズムの姿勢も示している[148]。
- 防衛費はGDP比2%程度まで増やすべき[142]。「自主防衛体制」の確立を目指す[153]。『参政党Q&Aブック 基礎編』では、「空軍力と海軍力」の「倍増」を訴えた[153]。
- 日本の敵基地攻撃能力の保有に賛成[142][152][143]
- 日本は核兵器を保有すべき[142][154]。なお、ジャーナリストの堀潤によれば、堀が長崎の平和祈念式典で神谷に会った時に「核兵器は必要ですか？」と訊ねると、「いや、最終的には必要ないと思います」と答えたという[155]。
- 「核以上の兵器を日本が持つか、核を無効化するようなものを作る」と述べ[15]、バリアや電磁波、パルス攻撃など、核以外の抑止力の可能性にも言及している[156]
- 対馬と佐渡ヶ島を日本から独立させ、原子力潜水艦を提供した上で日本と軍事同盟を締結し、核シェアリングを行う[157]
- 日本のプロゲーマーを集めてドローン部隊を編成し、無人で戦闘を行う[158][159][160]。
- 憲法を改正して緊急事態条項を設けることに反対[142][143]
- 普天間飛行場の名護市辺野古への移設にどちらかと言えば賛成[142][152]
- スパイ防止法の制定を公約[161][162]。公務員について「極端な思想の人たちは辞めてもらわないといけない。これを洗い出すのがスパイ防止法」だとし、「極左の考え方を持った人たちが浸透工作で社会の中枢に深く入り込んでいると思う」と述べている[161][163]。

### 経済
- アベノミクスを評価するが、修正すべき[142]
- 日本銀行は金融引き締めに転じるべき[143]
- 消費税を10%から引き下げるべきとし[142][143]、2025年参院選の公約では「段階的引き下げ」を掲げ、チラシやアンケートでは「消費税廃止」を訴えた[137]。一方、NHKの『ニュースウォッチ9』では「一度下げると元に戻すのが難しい」「消費税は特に死守したいということは理解している」と発言している[137]。
- 大企業、富裕層への課税強化に反対[142][143]
- 原子力発電所は当面は必要だが将来的には廃止すべき[142][145]
- 四国新幹線を建設すべき[164]

### 皇室
- 父方が天皇の血を引く男系男子のみ皇位を継承できる現在の制度を維持する[152]。男系の系統を維持していくために男系男子のいる旧宮家の復活に賛成し、祭祀の神事が困難な幼少者などの場合には、過去にも事例のあるピンチヒッター的な男系女性天皇は否定はしないが、女系天皇には反対[PR 39]。
- 女性宮家の創設に反対[143][145]。皇位継承者を増やすために、側室制度を復活させることを提案[18]（のちに削除[127]）。

### 社会
- 選択的夫婦別姓制度の導入に反対[142][143]
- 男女共同参画事業の予算で「学校給食をオーガニックにできる」、少子化問題は「食事を改善すれば子どもが増える」と主張[72]。
- 子ども医療費・教育・大学の無償化を廃止し、その代わりに子ども1人につき毎月10万円の給付金を支給[165]。
- 「『専業主婦』も女性の尊い選択肢であり、『将来の夢はお母さん』という価値観を取り戻す必要がある」とする党方針を表明[166][167]。
- 緊急避妊薬を処方箋なしで薬局で買えるようにすることに反対[142]
- 吹田市議会議員時代に、「親学[注釈 1]」を推奨[23][PR 6]
- 同性結婚の合法化に反対[142][143]
- DEI（多様性・公平性・包摂性）政策の廃止を主張[168]
- LGBT法について、「共産主義者の国家解体の動き」であるとして反対[169]。国会で同法の成立に反対した[PR 40]。
- 若者の教育のためには徴兵制よりも、徴農制を導入して地方の第一次産業を一定期間体験させ、国土保全の意識を高める方が有効であると主張[160]
- 政府によるSNS規制に反対[168]
- GAFAに代わる、日本企業によるSNSのプラットフォームを作ることを提案[5]。NISA[注釈 12]の資金を活用して国産SNS開発することで、情報セキュリティの強化や新たな民間事業の創出、国民資産の有効活用と利益還元が可能になると述べている[172]。
- 温暖化政策に否定的で、温室効果ガスの排出削減目標を設定した京都議定書や[5]、脱炭素政策、SDGs（持続可能な開発目標）の推進に反対[168]。

### 健康
- 新型コロナウイルス感染症のCOVID-19ワクチン接種に関して批判的な立場である[40][11]。（#新型コロナワクチンに関する発言）
- 南出賢一泉大津市長が共同代表を務める「こどもコロナプラットフォーム」に参加しており[173]、厚生労働省に子どもへのCOVID-19ワクチン接種勧奨中止等を求める要望書提出に関わった[174]。
- 新型コロナ対策におけるマスクの着用について、「マスクをつける自由もあればつけない自由もある」と主張している[175]。「WeRise」という団体の実行委員として、2020年12月にノーマスクの集会を開催した[21][176][177]。この団体は、新型コロナの脅威やマスクの有効性を否定する主張を展開している（参政党#反マスク）[21][178][179]。ただし、神谷自身は「公衆衛生を無視しているわけでなく、僕も飛行機では着ける」と述べている[180]。
- 神谷の編著『参政党Q&Aブック 基礎編』には、「発達障害は存在しない」との記述がある[181][182][183]。これに対し日本自閉症協会、日本発達障害ネットワーク、全国手をつなぐ育成会連合会などの関係団体は、「根拠のない主張が当事者や家族を苦しめている」と批判し、国政政党として科学的・法的根拠に基づいた認識のもとで障害者施策を構築するよう求めた[181][184][185]。

### 農業・食品
- 農業政策について、「日本の伝統食への回帰」「食料自給率100％の達成」を目指し、参政党としても農業の公務員化を主張している[186]。神谷は「日本人が稲作をやめれば神道がなくなる。神道がすたれたら皇室もなくなる」としている[186][注釈 13]。
- 「農薬と化学肥料の使用に反対」「学校給食のオーガニック化による子どもの健康と学力向上」などを提唱している[187][11][188]。さらに、戦後アメリカから種子と共に肥料・農薬を購入させられたという主張や、日本ではアメリカで禁止されているグリホサートという農薬が使用許可されているという主張も行っている[187][189]。
- 小麦食に関して、「戦後にアメリカに持ち込まれたもので、小麦粉は戦前の日本に存在しない」「粉もん文化は戦後77年でできたもの」「アメリカで作られた食文化を守る必要はない」などの主張を街頭演説で行ったことがある（参政党#小麦批判）[21][72]。これらの小麦に関する見解は、当時共同代表だった吉野敏明が中心となって発信された「主張」だった[190]。神谷は「小麦のことは『グルテンが合わない人もいるし、日本の食料自給率で考えたら米中心の食事がいいですよね』くらいの言い方をすべきだったと思います。私も当時からメロンパンも食べていますし」と述べている[190]。
- 食品添加物が原因で、日本はがんが急増している[11]、がんは戦後に出来た[157]と主張している。
- 「バクチャー」というスピリチュアル系に人気の微生物活性材を「イシキカイカク株式会社」の動画シリーズで紹介した[191][21][192]。イシキカイカク株式会社は2022年7月まで、バクチャー関連商品の飲料「活性エキス[注釈 14]」を販売していた[21][101][PR 29]。

## 人物
- 量子力学や理科系分野におけるスピリチュアルな思想を持っているという評価があるが、その一方で文系分野におけるスピリチュアル性（四柱推命・占術経典・占星術等）において精通しているという評価はされていない[PR 41][195][PR 42]（後述を参照）（また代表的占術四柱推命では神谷は壬寅日の生まれである「辰巳天中殺」であり、辰巳天中殺は現実性に重きを置き、精神世界や占術といったスピリチュアル面に関して重きを置く「戌亥天中殺」とは真逆の出生であるため、占術学の観点からは神谷はスピリチュアルとは正反対の性質である[196][197]）。
  - 著書『子供たちに伝えたい「本当の日本」』（青林堂、2019年）では、「日本は『大きな家族』という意識がDNAに刻まれている」「日本は『天皇陛下のような国になる』というビジョンがよい」「縄文時代は量子力学的観点から見て進んだ文明だった可能性がある」「量子は意思や念で動く」「水には情報が記憶される」などの見解を示している。また、「目に見えない世界は『高次元の世界』であり、私たちの目には3次元までしか見えないが、その上にエネルギー体、魂、ご先祖様や神様の次元が存在する」とし、「日本人として生まれたからには、外国の偉人ではなく日本の偉人の力をインストールしたほうがいい」「僕も吉田松陰や西郷隆盛、坂本龍馬、橋本左内などの偉人の魂をインストールして力を借りてきた。それがなければ今の自分はなかった」と述べている[PR 41]。参政党の公式YouTubeチャンネルでは、同党が主催する「ヲシテ」文字で書かれた偽書「ホツマツタヱ」[191][198]の講座[PR 43]を紹介している[PR 44]。2022年の衆院選に秋田県選挙区から出馬した伊藤万美子は[199][200]、ホツマツタヱ研究を通して神谷と知り合ったと語っている[191][注釈 15]。
- 祖父の代からモラロジーを学び[18]、所功による「皇室に学ぶ徳育」の講義を受講し、龍馬プロジェクトでも同講座を主催している[PR 45]。
- 神谷は一時期「おはよう」という言葉を好んで用い、政治への関心に目覚めた人々への祝福を込めた表現として使っていたという[203]。
- ヤマト・ユダヤ友好協会[注釈 9]の理事を務めた経緯について、同協会が自身と関わりの深い赤塚高仁によって設立されたものであり、イスラエル訪問に同行し、聖書を学ぶ機会を得たことが参画のきっかけであったと説明している。また、大和魂と聖書の関連性や、日本語とヘブライ語の共通点に関心を持ったことも理由に挙げている[75]。
- 下戸（お酒が飲めない体質）である[PR 46][204]。
- 親近感を覚える海外の政党として、アメリカの共和党保守派、極右政党であるドイツのための選択肢、フランスの国民連合、イギリスのリフォームUKを挙げている[205][206][207]。
- 元ボードメンバーの篠原常一郎によれば、篠原が党を離れた後も、神谷が困った時などに神谷に助言をしている関係だという[98]。2025年現在では以前よりは関係が薄れているが、候補者の選挙演説に駆け回る神谷に「あんたももう中年なんだから少し休め」とメールをすることもあったという[98]。

## 論争など
- 参政党のジャンボタニシをめぐる騒動について、2025年2月11日にX上でジャンボタニシを見たこともないし、ジャンボタニシ農法の視察もしていないと述べたが、実際には2015年にTwitterやブログでジャンボタニシ農法の視察を報告していた（現在は削除済み）[208]。
- 過去の街頭演説で「国会議員がちゃんと仕事をするならロリコンだったって仕方ないじゃないですか、許してあげましょうよ」と発言していたことが、2025年7月に報道された[209]。また、「愛人OK」や「多夫多妻制[15]」、「外資系企業で働いている人は国家観がない」といった発言も批判を受けた[210]。
- 2025年6月の東京都議会議員選挙期間中、X（旧ツイッター）上で、れいわ新選組が移民政策に賛成しているかのような第三者の誤った投稿画像をリポストした[211][212]。神谷は街頭演説で「他党の候補者との比較ができるからと思い、調べずに拡散した。訂正して謝罪したい」と述べ、投稿は削除したと説明したが、X上では参政党支持者によるれいわ批判や、れいわ支持者との応酬が発生した[211]。7月、れいわの山本太郎代表は、参政党に誤情報を拡散されたと批判した[212][213]。

### 2025年参議院選挙中
- 7月8日、参政党の公約にある「終末期の延命措置医療費の全額自己負担化」について、「みとられる時に蓄えもしないと大変だと啓発する思いで入れた」、「財政問題の観点から問題提起をしたい」と説明した[214][215]。参政党は公約の前提として、胃ろうなどの「終末期における過度な延命治療が国全体の医療費を押し上げている」とし、「尊厳死法制の整備」も掲げている[215]。これに対し、医療経済・政策学の専門家で日本福祉大学名誉教授の二木立は、終末期医療が全医療費に占める割合は「1〜2％程度ではないか」という見解を示し、「終末期の医療が医療費を押し上げている、は事実誤認」と指摘した[216]。そして参政党の政策が「医療・社会保障についての世代間対立、社会連帯意識の低下をさらに促進すること」を危惧し、しんぶん赤旗が報じた「終末期の医療は、本人や家族の生き方に関わる問題」という批判に賛同した[216]。13日には、医師らで構成される団体「全国保険医団体連合会」が「終末期医療が国全体の医療費を押し上げているという事実はない」と抗議声明を出し[217][182]、「いのちを金で切る参政党の公約は異常」と批判した[217]。
- 7月12日、街頭演説で、戦前の治安維持法を肯定する発言を行い、「（共産主義者が）戦前に政府の中枢にスパイを送り込んで、日本がロシアや中国、アメリカと戦争をするように仕向けていった。そういう事実もありますよね。教科書に書いてないけど」といった歴史観を示した[218][219][78]。悪法と呼ばれた治安維持法を正当化するこの発言に対し、しんぶん赤旗は「民主主義と人権尊重を根底から否定する暴論そのもの」と批判した[220]。
- 7月12日、福岡市で行った街頭演説において、同市が行っている「金融・資産運用特区」について、「外国の金融や外国企業を呼んできて、外国人の力でね日本の経済をもっとね、良くしてもらいましょうみたいなそんな他力本願の政策は駄目だ」と批判したため、同市長の高島宗一郎が「外国人を優遇する内容ではなく、事実と異なる」として、特区の内容について、神谷に電話で説明する事態になった[221][222]。
- 7月13日、仙台市で行った街頭演説で、宮城県の水道事業について「民営化し、外資へ売った」などと発言した[223][224]。これに対し、宮城県の村井嘉浩知事は、発言は誤った情報であり、県民に不安や動揺を与えたことは看過できないとして、参政党に対し謝罪と訂正を求める抗議文を提出した[225][226]。神谷は、誤った情報の発信とは言えないとして謝罪を拒否し[227][137]、宮城県知事は再び訂正と謝罪求めた[228][229]。参政党は、村井知事が申し込んだ神谷との公開討論も拒否した[230][135]。
- 7月14日、ロシア政府系プロパガンダメディア「スプートニク」が、参政党の参院選候補者であるさやへのインタビューを公開した[231][232]。スプートニクが参政党を取り上げたことについては、外国人との共生を重視する層との間に世論の分断を生むロシアの意図があるとの見方も報じられた[232]。翌15日、神谷はSNSで「ロシアによる影響工作」との見方を否定し、スプートニクの取材は「末端職員の独断によるものであり、すでに厳正な処分を行った」と説明し[231][232]、その後、この職員に辞職勧告をしたことを明らかにした[233][234]。神谷は「私はロシアの人と話したことも会ったこともない」と述べ、この騒動について駐日ロシア大使のノズドレフが「人気が急上昇している政党に圧力をかけるのが目的だ」とSNSで発信をしたことを受け、「ロシアの大使のほうが日本の政治家よりまともだ」と語った[235]。また、参政党は親露派ではないとも反論している[141]。この否定については、参政党が親露派だと裏付ける党の公式文書も確認されていないが[141]、ロシア側に立った主張などから「『親露派ではない』と断言するのは正確ではない」と琉球新報からファクトチェックされた[141]。

- 2025年の参院選では、各メディアがファクトチェックや問題発言を報じたが、連日の演説の量に報道が追いつかない状況だった[236][237][136]。神谷はファクトチェック記事を「必死ですね」とXで投稿し[237]、メディアや有権者からの指摘や批判に対しては「明らかに攻撃のレベルが上がりました。みんなで立ち向かいましょう」「全方位からの攻撃が凄い」などと投稿した[137]。

### 新型コロナワクチンに関する発言
- 新型コロナウイルス感染症のワクチン接種に関して批判的で[40][11]、「接種は任意なのに、なし崩し的に同調圧力がかかっているのはおかしい[238]」「打ちたくないと言っている人が現場で強制される状況を作った人たちに対しては罰を与えればいいと思う[239]」と主張。2022年、参院選の街頭演説では、当時の党代表の松田学が「ワクチンは殺人兵器」と呼んで[210]、製薬会社の利権で「お注射」が打たれていると述べた[40][11][99]。また、神谷はCOVID-19ワクチンだけでなく他のワクチンも打っていないとし[注釈 16]、ABEMA NEWSでは「（新型）コロナが何かも証明できていないし、PCR検査自体がおかしい」と疑問を呈した[240]。2023年7月11日、産経新聞後援の講演会では、「（COVID-19）ワクチンが先にあって売るために、ウイルスを撒いた可能性がある」と発言した[241]。2023年11月、超党派の「WCHJ（ワールドカウンシルフォーヘルスジャパン）・WCH議員連盟」が発足し、事務総長に就任した（平沢勝栄、原口一博が共同代表）[242]。WCHは「世界保健機関（WHO）が進めるパンデミック条約に反対している[242]。
- 2025年7月2日、日本記者クラブ主催の党首討論で、「彼ら（多国籍企業）はいろんなことをやります。パンデミックを引き起こしたということも噂されています」と発言した[243][244][245]。このプランデミック（計画されたパンデミック）説について、ファクトチェック機関は、こうした噂が世界中で多数拡散されているのは事実ではあるが、それらの噂は根拠のない誤りだと判定している[243]。

### ジェンダーや家族観に関する発言
- 「性は男と女しかない」「LGBTなんかいらない」と繰り返し発言し[184]、LGBT理解増進法反対の立場を取っている[246][153]。2023年の街頭演説では「多様性、ポリコレ、男女共同参画は共産主義[246]」「共産党が言っていることをその通りやると日本が駄目になる。もっと二酸化炭素は減らせ、LGBTQ、ジェンダーフリーでしょ。それでは共同体は維持できない」と発言した[153]。同年7月11日、産経新聞後援の講演会では「LGBTに理解を示す前に、子どもを産み育てることに理解を増進しないと」「だからみんなで言わないといけないんですよ。LGBTなんかいらないと、理解増進なんかしなくていいと」と発言した[241]。2024年10月には、街頭演説で「男性と女性は生物学的に違う。専業主婦が誇り持って子育てをするべきだ」と発言し[247]、同年11月の街頭演説や12月3日の参政党公式YouTubeの動画では「男女共同参画」「LGBT理解増進 」「ジェンダーフリー」「選択的夫婦別姓」はすべて共産主義のイデオロギーに基づくものだとして、「糞くらえ」と発言した[208][248]。
- 2025年6月30日、参院選公示前の報道ステーションの党首討論で、選択的夫婦別姓制度の導入に反対を表明し、「今、戸籍がどんどんどんどんシンプルになって、その人のルーツや家族関係が分かりにくくなってきて」いる、「認知症なんかになると、家族関係の証明が難しくなっている」、「選択制を入れてしまうと、より複雑な家族関係になってきますので、そういったことは日本の治安を悪くするというふうに考えます」と発言した[249][250]。これに対し、ファクトチェック記事などは、戸籍制度の基本構造は1947年以降大きく変わっておらず、過去の戸籍も確認可能であること、制度導入によって戸籍が変わるわけではないこと[14][249]、認知症本人の意思表示による証明が難しくなる意味では正しいが認知症になっても戸籍の記載に変更はないこと[126]、家族関係と日本の治安を結びつける因果関係は不確実であることを挙げ[126][249]、神谷の発言は複数の点で不正確または誤解を招く要素があると指摘した[126][249][250]。
- 2025年7月の参院選の公示第一声で、少子化対策に関連して以下のように主張した[131][251][166]。

今まで間違えたんですよ、男女共同参画とか。もちろん女性の社会進出はいいことです。どんどん働いてもらえば結構。けれども、子どもを産めるのも若い女性しかいないわけですよね。これを言うと差別だという人がいますけど、違います。現実です。
いいですか？ 男性や、申し訳ないけど高齢の女性は子どもは産めない。だから日本の人口を維持していこうと思ったら、若い女性に「子どもを産みたいな」とか「子ども産んだ方が安心して暮らせるな」という社会状況を作らないといけないのに、『働け、働け』ってやりすぎちゃったわけですよ。やりすぎたんです。
だから、少しバランスを取って大学や高校を出たら働いてもいい。働く方もいいし、家庭に入って子ども育てるのもいいですよと。その代わり子育てだけだったら収入がなくなるから、月10万円、子ども1人あたり月10万円の教育給付金を、参政党は渡したいというふうに考えています。—神谷宗幣「第27回参議院選挙 街頭演説の第一声」
この発言に対し、2020年国勢調査では子供のいない世帯は、共働き（34％）より専業主婦（39％）の方が高かったという指摘や、少子化の原因を女性の社会進出のせいにし、米国で起きているバックラッシュを日本で再現しようとしているのではないかとの批判、「（女性の）働き方の多様化に水を差しかねない主張」、「ナチス・ヒトラーの優生思想にもつながる人間の生物学的差別化を政治政策に落とし込む危険性」、女性の主体性の軽視やジェンダー平等の完全否定、女性の性と生殖に関する権利の侵害などの批判が多くあがり、過去の柳澤伯夫による「女性は子どもを産む機械」発言と同一視されたりもした。また、この神谷の発言を受け全国100カ所以上で抗議集会も開かれた。一方、この騒動に異を唱え、神谷の「高齢の女性は子どもを産めない」発言は差別ではないというフィフィの意見もあった。
- 2025年7月15日、ネット番組で、「出産・育児が女性のキャリアの価値になる」とする子育て支援策について、あくまで1つの提案であり、公約として「必ずやります」と約束したわけではないと説明した[258]。神谷は街頭演説で、学校卒業後、就職する前に結婚・出産・育児をした人が子育てが落ち着いてから「新卒」として就職できるようにし、「大学を出たよりも子どもを3人育てたお母さんのほうが次に就職したときに給料が高いって状況にする」と発言しており、この内容は参政党の2025年政策ページにも記載されている[258]。

### 戦争の歴史認識・沖縄戦に関する発言

#### 日中戦争
- 2025年6月23日の参院選の街頭演説で、日中戦争について「（日本は）中国大陸の土地なんか求めてないわけですよ。日本軍が中国大陸に侵略していったのはうそです。違います。中国側がテロ工作をしてくるから、自衛戦争としてどんどんどんどん行くわけですよ」と発言した[218]。こうした歴史観に対し、明治大学教授の山田朗は、「日中戦争は、近代日本の膨張主義の結果であり、とりわけ満州事変（1931年）を成功事例とみなした結果の侵略行為だった」と指摘し[218]、盧溝橋事件などの裏に中国共産党・コミンテルンの謀略があったとする歴史認識については「『共産主義者』の陰謀という見方は、戦前から存在する典型的な陰謀史観で、事実認識として全く誤っている」と批判した[218]。

#### 太平洋戦争
- 太平洋戦争について大東亜戦争の呼称を用い[153]、2025年7月3日の日本外国特派員協会での会見でも、「大東亜戦争は日本の自衛戦争であったという考え方もできる」とし、「日本はアジアをすべて侵略して自分たちの領土にしようという野心で起こした戦争ではない」と発言した[205]。参院選の街頭演説では、「全部間違えているんですよ。教科書も文部科学省も、自民党もマスコミも全部間違えているんです」と発言した[259]。また、従軍慰安婦や南京大虐殺についても否定し[PR 47][PR 48][260]、戦後日本の歴史観をGHQ（連合国軍総司令部）の政策によって洗脳された「自虐史観」と位置づけている[261][262]。神谷の編著『参政党Q＆Aブック 基礎編』（2022年）では、太平洋戦争を「ユダヤ系の国際金融資本」など「あの勢力」に逆らったためとする見方も示されており、山田朗はこれについて「典型的なディープステート陰謀論で、実態はなく被害者意識をあおる政治的手法」だと述べた[218]。

#### 沖縄戦
- 2025年5月、自民党の西田昌司参院議員が「ひめゆりの塔」の展示説明について「歴史の書き換え」と発言し批判を受けた件について、「本質的に間違っていない」と西田を擁護し[263]、沖縄戦体験者や沖縄国際大学名誉教授の石原昌家などから批判を受けた[264][265][266]。神谷はその批判を受けて7月8日に青森市で以下のように述べた[267]。

沖縄戦に関しては、別に日本軍の人たちが沖縄県民を、それこそ殺害しに行ったんだというふうな表記があるわけです。そんなことは絶対にありません。守りに行ったんです。沖縄県民の多くが亡くなったのはアメリカの攻撃によってです、あたりまえです。例外的に悲しい事件があった、と。でも大筋の、本論曲げないでくださいという話をここでしたんです。そしたら、いろんなマスコミにあげられました。特に沖縄のマスコミ2紙には1面にとりあげていただきましてですね、謝罪と訂正を求められましたが、私は「一切、謝罪も訂正もしません」と今日まで言い続けています。なぜか？ 間違っていないからです。—神谷宗幣「青森市内の街頭演説（2025年7月8日）」
琉球新報はファクトチェック記事で、神谷が沖縄戦に関して「日本軍が沖縄県民を殺害しに行ったんだという表記がある」と発言したことについて、沖縄戦研究や地元報道が指摘しているのは、日本軍が「住民を守りに来た」のではなく、国体護持を目的とした戦略的持久戦を展開し、住民を巻き込んで虐殺や強制的な死に追いやった事実であるとし、この発言を偽情報と判定した。また、「例外的に悲しい事件があった」との発言についても、日本軍によってスパイ視され殺害された事例や、「集団自決」（強制集団死）に追い込まれた事例が各地で発生していること、「沖縄語をもって談話する者は間諜（スパイ）とみなし処分す」といった日本軍の命令文が存在し、組織的な動きがあったことを挙げ、被害の全容はわかっていないが大田昌秀（当時琉球大学教授）が1988年に公表した住民被害の実態調査によると、日本軍に直接殺害された住民だけで298人おり、その他、自決を強いられたり壕を追い出されて死亡したりするなどの死亡者数を含めれば計4766人いることから、「例外的」と矮小化するのは不正確で誤解を招く発言だと結論づけた。また、同年7月10日、沖縄県那覇市で街頭演説を行い、「日本軍は県民を守りに来た」「その人たちが戦ってくれたから本土復帰できた」と発言した。これに対し、沖縄タイムスのファクトチェック記事は、いずれも裏付ける公式資料がなく「根拠不明」だと判定した。神谷はこの一連の騒動についてNHKの取材に応じ、「多くの軍人は沖縄県民を守るために戦った。その事実を主に伝えた上で、一部の問題行動に触れるなら理解できるが、加害の側面を主に取り上げる伝え方には違和感を覚える。むしろ、甚大な被害を与えたのは、米軍による艦砲射撃や空襲であった。沖縄を守った人々の名誉を正当に評価することが、日本の政治家の責任だと考えている」と回答した。

### 外国人に関する発言・差別用語の失言
- 2025年7月の参院選において、「日本人ファースト」をキャッチコピーに掲げ、外国人労働者の無制限の移入による治安悪化の懸念を街頭演説で以下のように発言した[131]。

安い労働力だと言って、どんどん、どんどん野放図に外国の方を入れていったら、結局、日本人の賃金、上がらない。そして、いい仕事に就けなかった外国人の方は資格を取ってきても、どっか逃げちゃうわけですね。そういった方が集団を作って万引きとかをやって大きな犯罪が生まれています。まだ万引きぐらいだったらと、いうと語弊があるかもしれないけれども、そういった人たちがね、違法な薬物とかをね、売り出したら日本の治安が悪くなるでしょ。窃盗や強盗が始まったら安心して暮らせないでしょ。そういった治安の悪化を、われわれは防ぎたいと思っています。—神谷宗幣「第27回参議院選挙 街頭演説の第一声」
しかし警察庁などによれば、日本人を含めた摘発人数に占める外国人の割合は10年ほど前から2％前後で推移し、2025年現在大きな変化はないという。また、外国人労働者の存在が日本人の賃金を抑えているとの見方についても、賃金停滞の背景には長期にわたるデフレや非正規雇用の増加など、数十年間の複合的な要因が絡み合っている問題と報じられた。
- 同月6日、フジテレビ『日曜報道 THE PRIME』の党首討論において、外国人の不動産相続税について、「買っておいて日本に住んでなければ取りようがない」「海外の人たちは払わなくていい」と発言した[274][275]。これについて複数のメディアやファクトチェック機関が国税庁に確認を行い、国籍や居住地に関係なく税を支払う必要があり、登記によって不動産の移動は把握でき差し押さえなどで対応も可能との回答を得て神谷の発言は誤り[274][276][271]、不正確だと判定[277]、あるいは、神谷が補足し指摘した、実務上追跡が困難で「相続税課税が必要ながらも捕捉できていない外国人」の存在の詳細については今後も神谷の国会での議論をみていく必要もあり、「払わせることが全くできないとの誤解を広げかねない発言だった」とも判定された[275]。
- 同月12日放送のTBSテレビ『報道特集』は、「日本人ファースト」を掲げる参政党が「外国人が優遇されている」と主張し、犯罪や生活保護に関して強硬な主張を繰り返しているとして、候補者や神谷代表の発言を紹介しつつファクトチェックを行った[132][278][279]。番組では、「在日外国人は日本人より優遇されている」とする参政党の主張について、根拠はなく誤りであるとし[132][279]、「参政党は外国人差別を煽動している可能性が高い」と指摘する専門家の意見も放映した[132][279]。番組の最後には、山本恵里伽キャスターが「想像力を持って投票しなければ」と述べ、日下部正樹キャスターは「差別が票になる社会にしてはいけない」と締めくくった[132]。この放送を受け、翌13日参政党は「選挙報道として著しく公平性・中立性を欠く」と抗議し訂正を求め[PR 49][278][280]、「番組の構成・表現・登場人物の選定等が放送倫理に反する」、「不当な偏向報道を受けた」と公式に発表した[PR 49][280]。これに対し『報道特集』側は「高い公共性、公益性がある」報道だと回答[280]。参政党はこれを「取材姿勢の偏りといった本質的な問題点には一切触れない回答」だとして、BPO（放送倫理・番組向上機構）に申入書を提出したと発表した[PR 50][280][281]。この神谷側の抗議文について弁護士の西脇亨輔は、「放送内容のどの部分を不正確で誤導と考えているのか、具体的な『事実』」の指摘」がないとし[282]、「ある政党に不利になっても、何も問題ない。『政治的公平』とは問題点があれば相手が誰であってもきちんと指摘するという『報道のスタンス』の公平」だと主張した[282][注釈 17]。一方、この騒動についてはSNS上では賛否両論の議論が起こり[284]、NHK党の浜田聡や元フジテレビアナウンサーの長谷川豊などが『報道特集』側を批判した[285]。コラムニストの乾正人も番組中での山本恵里伽アナウンサーの発言が、参政党に投票しないよう呼び掛けているように受け取れるとして、TBSの意図とは逆に参政党を勢いづかせる結果となったと新聞コラムで述べた[286]。
- 同月18日、三重県四日市市での街頭演説で、党の憲法構想案への批判をめぐり「あほうだ、ばかだ、チョンだとばかにされる」と発言した[287]。この言葉は朝鮮人を差別する意味としても使用されることもあり[287]、批判を招く可能性があることから、直後に発言を撤回して謝罪した[287][134][288]。「私がちょっとでも差別的なことを言うと、すぐ記事になる」と発言した[289][290]。同日、人権団体「コリアNGOセンター」は、抗議文を発表し、「差別的な言葉であることを理解した上で発言していることは明らか」と指摘したうえで、参政党の選挙戦が「外国人が日本人よりも優遇されている」といった事実に反する主張で差別的・排外的な世論をあおっていると批判し、「政治家の発言には影響力があり、軽々になかったことにはできない」と非難した[291][292]。

### ユダヤ資本批判
- 2022年の参議院選挙で、選挙運動中に「参政党は日本をユダヤ資本に売り渡したりしない」と演説したことから、イスラエルの外交官に抗議を受けたり、国際的なメディアで報道されるなどした[293][294][295]。
- 2022年の編著『参政党Q＆Aブック基礎編』では「ワクチンや医薬品販売による莫大な利益獲得を目的とする『あの勢力』が、コロナ禍の恐怖を過剰に煽るために、新聞やテレビなどのメディアを利用して盛んにマスク着用を呼びかけている」と記述しており[296]、「あの勢力」とは国際金融資本や多国籍のグローバル企業のことを指すと説明していた[297][PR 51]。また、著書にはこれらの組織の総称として「ユダヤ系」との記述もあったが、自身の参院選当選後の2022年8月18日に深層NEWS（BS日テレ）に出演した際、これらの見解の妥当性を問われると、「ユダヤ資本が入ってるのは事実だが、全てユダヤ人がやってるというふうに誤解されるような書き方はちょっとまずかったなというふうに思っていて、今後修正をしていかないといけないなというふうには考えています」と釈明した[297]。
- 2025年7月3日、参院選公示日に日本外国特派員協会で行われた会見で、『参政党Q＆Aブック基礎編』について、「（前回参院選直前の）バタバタした状況で作った本だった」と釈明[298]。内容に誤りがあったため、絶版にしたと説明した[184][182][299]。2024年の改訂版『参政党ドリル』では、「あの勢力」は「国際金融資本家」と説明され、「ユダヤ系」という言葉は用いられなくなったが[300][298]、世界を国際金融資本家が操っているという世界観は維持されている[298][301]。『Q&Aブック』に記載されていた「太平洋戦争は日本が国際金融資本家の意向に逆らったことが理由」との記述や、日本が「あの勢力」の標的になったのは戦国時代からであり、現在の日本は「国際金融資本家の経済的なプランテーション」であるという表現も変わっていない[298]。新型コロナウイルスについても、『Q&Aブック』ではワクチン接種を「人体実験[300]」と表現し、接種の奨励は「利益を求める複数の勢力によるもの」とし、マスク着用継続が「大人ではがん、子どもでは自己免疫疾患のリスク」と記載されていた[298]。『参政党ドリル』では、こうした記述は削除された一方で、「接種を進めたい勢力によって政府やマスコミが動かされているのではないか」との記述が加えられている[298]。マスコミの情報を「そのまま信じてはいけない」とする箇所は両書に共通し、改訂版では「マスコミは国際金融資本家によって『コントロール』されている」との説明も加えられている。その上で「グローバルアジェンダ（事業戦略）に反対する政治家が出てくると、『極右』『陰謀論者』とメディアからレッテル貼りを受ける」と主張している[298][84]。

### 政治的主張と論争
- 2022年、参院選の街頭演説では、「日本人は戦後、GHQに洗脳されコントロールされた」「マスコミは国民を誘導するための装置」などの主張をした[240]。BuzzFeedは、神谷の主張の特徴として、「大和魂」などの日本人の精神性や戦前の歴史を賞賛する一方で、戦後の日本の衰退をGHQの洗脳の結果として否定的に捉え、このままでは外国人に国を奪われるという危機感を打ち出していると指摘した[240]。参院選では、グローバル企業による「陰謀論」と受け取れるような発言、食への不安をあおるような発言をしたため、「新興宗教的」「カルト」と感じるという声もあった[40][10]。神谷は「『炎上商法』ではないが、批判を受けるくらいわかりやすい言葉は選挙に有効」と話していた[40]。神谷から「陰謀論、スピリチュアル、ネットワークビジネス、そういうものを許容しないと広がりが無い」と言われたという倉山満は[39]、陰謀論を拒否するKAZUYAや渡瀬と訣別して以降、「そちらの方向に振り切ってから、参政党の勢いは加速度がついて広がった」と述べている（参政党#運動手法・組織運営）[67][39]。ライターの雨宮純は、神谷氏の主張には長年の政治活動の中で、支持獲得の新たな手段として戦略的に陰謀論や反ワクチン論が盛り込まれていると指摘している[302]。
- 2023年、国会でGHQがウォー・ギルト・インフォメーション・プログラム (WGIP) を実施し、「日本人は永久に戦争犯罪人であるという罪悪感を日本人に刷り込む情報作戦」によって、先の大戦について「すべて日本国民や日本の軍隊が悪かった」と刷り込まれたと発言した[32]。WGIP論については神谷の著書でも「日本人の精神性を破壊する=WGIP、3S政策[PR 41]」「日本人に大東亜戦争に対する罪悪感を植え付けようと、ラジオなどを使い洗脳をかけた」などと記されている[PR 51][PR 52]。
- 現行の日本国憲法については「占領下でGHQの監視のもとで制定された」と批判し、日本人自身の価値観を反映した憲法を国民の手で制定する「創憲」を主張している（参政党#新日本国憲法（構想案））[148]。2025年の著書では、「戦後の教育とメディアのコントロールによって、国家や政府は悪意のあるものであり、国民を虐げるものという洗脳（ウォー・ギルト・インフォメーション・プログラム）を受け、国家や共同体のために、自分の力を活かそうという意識を日本人から消してしまったのです」と述べ、創憲活動について「憲法は西洋の価値観でつくるものだという戦後のマインドコントロールを打ち破るための国民運動であることを理解してください」と述べている[PR 53]。
- 2025年5月、YouTubeチャンネルで山口敬之と対談し、トランプ元米大統領が唱える「ディープステート（影の政府）」という概念について言及。山口は「彼らが最も恐れているのは、ディープステートに正面から立ち向かう政党。参政党にとっては大チャンス」と語り、神谷も「我々は今までも（ディープステートについて）言ってきたので、より強く言えばいいだけ」「メディア、医療界、農業界、霞が関、各分野にディープステートが存在する」と述べた[66][303]。
- 自身の主張が陰謀論と指摘されると「これは歴史の事実」「テレビでは言わないこと」と反論している[240]。また、「私たちの言っていることのスケールが大き過ぎるから、勉強が足りない人は『陰謀論だ』とか『カルトだ』とか言う」と発言している[148]。

### 統一教会への見解や接点について
- 「統一教会については、籍すら置いたこともありません」「吹田市議時代に市民の支援者で統一教会の方は数名おられました」「参政党の党員の中にも信仰を持った方はいらっしゃるかもしれません。しかし、それは個人の自由ですから特に問題はないと考えています」と主張している[PR 54]。
- 自民党大阪第13区支部長を務めていた2013年に地方議員の紹介で世界平和統一家庭連合（旧・統一教会）の会合に出席していたことを、2022年8月に共同通信のアンケートで答えている[304][305][21]。なお、その会合出席の際に講演などは行っておらず、選挙支援や政治献金も受けていないと述べている[305]。
- 旧統一教会系とされる世界日報社が発行する月刊誌『ビューポイント』のWeb版で神谷は「ライター一覧」に掲載され、3本の2017年の日付の記事が存在していた[13][306][307][308]。これについて神谷は、BS日テレの番組で、当時自身のブログは転載自由とスタッフに伝えており、スタッフが問い合わせを受けて承諾したため掲載されたものだと説明している[309]。
- 2022年7月19日に神谷はNHK党の立花孝志党首と対談を行い、立花に旧統一教会との関係を問われた際に、「参政党として、統一教会と組んで何かやったり、お金もらっている事実はない。党員に（信者が）いるかどうか確認していない」と答えた。また、「（大阪府）吹田市議時代に応援してくれた人の中に何人かいた」とも語った[310][311]。

## 議員連盟・所属団体
- 超党派議員連盟「日華議員懇談会」の会員[147]。
- 「子どもへのワクチン接種とワクチン後遺症を考える超党派議員連盟」[21][312]
- 「ワールドカウンシルフォーヘルスジャパン（WCHJ）・WCH議員連盟」の事務総長を務めている（2023年11月時点）[242]。
- 「NPO法人 教育再生・地方議員百人と市民の会（増木重夫:事務局長）[注釈 18]」2011年から理事を務めている[314][315]。
- 「ヤマト・ユダヤ友好協会（赤塚高仁：会長、船井勝仁:副会長）[注釈 9]」2022年7月に理事を退任した[85][84]。

## 著書

### 単著
- 『日本のスイッチを入れる~未来は、自分たちの手で変えられる！』カナリア書房、2013年2月6日。
- 『大和魂に火をつけよう-日本のスイッチを入れる2』青林堂、2014年12月8日。
- 『坂本龍馬に学ぶ「仲間をつくる力」』きずな出版、2016年1月23日。
- 『子供たちに伝えたい「本当の日本」』青林堂、2019年5月23日。
- 『情報戦の教科書--日本を建て直すため「防諜講演資料」を読む』青林堂、2024年2月

### 編著
- 『日本のチェンジメーカー：龍馬プロジェクトの10年』神谷宗幣：編、龍馬プロジェクト：著、青林堂、2020年4月[316]
- 『参政党Q&Aブック 基礎編』青林堂、2022年6月
- 『参政党ドリル』青林堂、2024年6月
- 『デジタル戦争の真実』青林堂、2025年2月
- 『参政党と創る新しい憲法 創憲で幸福度を上げよう』青林堂、2025年6月

### 共著
- 『政（まつりごと）の哲学』藤井聡：共著、青林堂、2014年5月24日
- 『じっくり学ぼう! 日本近現代史 - 全5巻』倉山満：共著、2016年6月、呉PASS出版
  - DVD『日本近現代史』[317]
- 『龍馬プロジェクト―超党派の若手政治家たちが日本再興の大きなうねりを創りだす!』龍馬プロジェクト：編著、2010年、カナリア書房[PR 55]
- 『100人の龍馬--地域から政治改革のうねりをつくる』龍馬プロジェクト：著、 岬龍一郎：監修、2010年、PHP研究所[PR 56]
- 『国民の眠りを覚ます「参政党」』吉野敏明：共著、2022年2月、青林堂
- 『新しい政治の哲学--国民のための政党とは』藤井聡：共著、2023年3月、青林堂

## 選挙歴
| 当落 | 選挙                     | 執行日         | 年齢 | 選挙区       | 政党       | 得票数     | 得票率 | 定数 | 得票順位 /候補者数 | 政党内比例順位 /政党当選者数 |
| ---- | ------------------------ | -------------- | ---- | ------------ | ---------- | ---------- | ------ | ---- | ------------------ | ---------------------------- |
| 当   | 2007年吹田市議会議員選挙 | 2007年4月22日  | 29   | ーー         | 無所属     | 2663票     | ーー   | 36   | 30/42              | /                            |
| 当   | 2011年吹田市議会議員選挙 | 2011年4月24日  | 33   | ーー         | 吹田新選会 | 5856票     | ーー   | 36   | 2/47               | /                            |
| 落   | 第46回衆議院議員総選挙   | 2012年12月16日 | 35   | 大阪府第13区 | 自由民主党 | 5万8465票  | 27.41% | 1    | 2/5                | 16/7                         |
| 落   | 2015年大阪府議会議員選挙 | 2015年4月12日  | 37   | 吹田市選挙区 | 無所属     | 1万1825票  | 9.16%  | 4    | 6/6                | /                            |
| 当   | 第26回参議院議員通常選挙 | 2022年07月10日 | 44   | 参議院比例区 | 参政党     | 15万9433票 | 9.01%  | 50   | 1/5                | 1/1                          |